# Friedrich Schneider

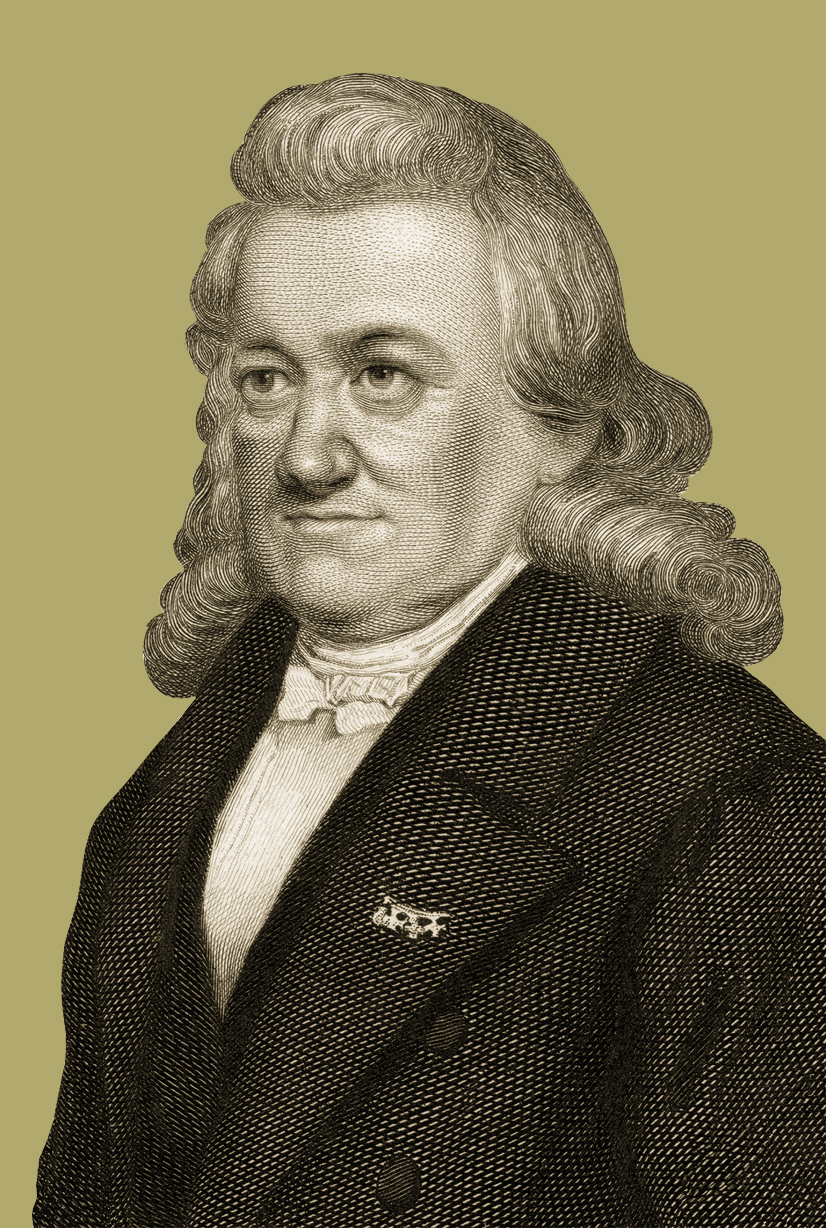
Un grabado de Friedrich Schneider

Johann Christian Friedrich Schneider (3 de enero de 1786 Alt-Waltersdorf – 23 de noviembre de 1853 Dessau), pianista alemán , compositor, organista, y director.
Schneider estudió piano primero con su padre Johann Gottlob Schneider (sénior), y después en el Zittau Gymnasium con Schönfelder y Unger. Su primer trabajo publicado fue un conjunto  de tres sonatas para piano en 1804. En 1805,  inició estudios en la Universidad de Leipzig. Se le nombró organista  de la iglesia de St. Thomas, Leipzig en 1812, y fue nombrado director en Dessau en 1821. Se cree que Schneider  estrenó el Concierto nº 5 para Piano de Ludwig van Beethoven en Leipzig en 1811. En 1824,  fue director del Lower Rhenish Music Festival y su oratorio Die Sündflut fue estrenado durante este acontecimiento.
Schneider compuso copiosamente. Entre sus trabajos destacan siete óperas , cuatro misas, seis oratorios, 25 cantatas, 23 sinfonías, siete conciertos para piano, sonatas para violín, flauta, y cello, y un gran número de piezas instrumentales más cortas, algunas de ellas para piano, algunas para órgano. También compuso  canciones a solo  y canciones a varias voces.
Friedrich Lux fue uno  de los alumnos de Schneider. Sus hermanos Johann Gottlob Schneider (1789-1864) y Johann Gottlieb Schneider (1797-1856) fueron asimismo organistas, el primero consiguió gran fama y notoriedad, y tuvo relaciones artísticas con Mendelssohn, Liszt, Schumann y muchos otros.
- Friedrich Schneider Das Weltgericht Martina Rüping, Marie Henriette Reinhold, Patrick Grahl, GewandhausChor Leipzig, Camerata Lipsiensis, Gregor Meyer 2CD 2019